# Coupe d'Irlande de football 1887-1888
Navigation
Édition précédente Édition suivante
La coupe d'Irlande de football 1887-1888 est la huitième édition de la Coupe d'Irlande de football (en anglais Irish Cup) devenue par la suite la Coupe d'Irlande du Nord de football. 
La compétition s'organise par matchs éliminatoires joués sur le terrain du premier club tiré au sort. Si les deux équipes ne peuvent se départager au terme du temps réglementaire, un match d'appui est joué. 
La compétition est remportée pour la deuxième fois par le Cliftonville Football Club. Le club de Belfast remporte la finale contre Distillery Football Club sur le score de 2 buts à 1. 

## Premiers tours
Les résultats sont inconnus.

## Demi-finales
Pour la première fois les clubs de Linfield FC et Oldpark FC se qualifient pour les demi-finales. Ils perdent tous les deux contre les deux équipes ayant le meilleur palmarès jusqu'alors dans la compétition.
| Club recevant            | Score | Club visiteur         | Date |
| ------------------------ | ----- | --------------------- | ---- |
| Cliftonville FC          | 5-0   | Linfield FC           |      |
| Distillery Football Club | 3-1   | Oldpark Football Club |      |

## Finale
Cliftonville remporte sa deuxième Irish Cup
| Finale       | Cliftonville Football Club | 2-1 | Distillery Football Club | Ulster Cricket Ground |                     |
| 17 mars 1888 |                            |     |                          | Spectateurs : 3 000   | Spectateurs : 3 000 |